# Ким Джуну
Ким Джуну́ (кор. 김준우; род. 17 января 1979, Сеул) — южнокорейский юрист, телеведущий и политик. Ранее занимал пост председателя Комитета по чрезвычайному реагированию «Партии справедливости».

## Биография

### Ранние годы
Ким Джуну родился в Сеуле в 1979 году. В 1997 году окончил среднюю школу иностранных языков Тэиль. Затем в 2004 году окончил факультет каллиграфии и литературы, а также юридический факультет Университета Корё, а после окончания магистратуры по юриспруденции Университета Корё в 2007 году получил квалификацию юриста. В 2013 году получил степень магистра на юридическом факультете Университета Кёнхи, а в 2015 году там же закончил докторантуру.

### Трудовая карьера
С 2013 по 2016 год работал в юридической фирме «Юн и Ян», а затем около 5 лет занимал должность заместителя генерального секретаря объединения прогрессивных адвокатов «Минбён», защищая социально обездоленных, в том числе рабочих, владельцев малого бизнеса. Работал над делами о школьном насилии, а также некоммерческих корпорациях. В знак признания этих достижений он был выбран Корейской ассоциацией адвокатов 12-м выдающимся юристом в 2020 году. Ким Джуну несколько раз появлялся в популярной телепрограмме дебатов о текущих событиях «Politics News» вместо постоянного участника дискуссии Син Джансика и получил положительный отклик как прогрессивный участник дискуссии, в конечном итоге получив статус полноправного участника дебатов. Кроме того, он часто появляется в качестве гостя в различных программах, таких как «Спецназ SBS по текущим событиям». Вступил в «Объединённую прогрессивную партию» ещё когда та именовалась «Демократической рабочей партией», а в 2020 году стал членом инновационного комитета «Партии справедливости», отколовшейся в 2012 году от «Объединённой прогрессивной партии».
С 2020 года работает в юридическая фирме «Токсу», а также является адъюнкт-профессором на юридическом факультете Университета Ёнсе и аудитором Института исследований политики правосудия. Помимо этого, является советником «Фонда будущих медицинских исследований» и представителем «Корейской ассоциации адвокатов».

### Политическая карьера
15 ноября 2023 года был назначен председателем Комитета по чрезвычайному реагированию «Партии справедливости» (временный лидер партии), которому было поручено вести партию на парламентские выборы 2024 года. На данном посту предложил сформировать избирательную коалицию, объединившись с различными прогрессивными партиями, профсоюзами и третьими политическими силами, которые не способны самостоятельно заполучить места в парламенте. В результате «Партия справедливости» объединилась с «Зелёной партией» на время предвыборной кампании под названием «Партия зелёной справедливости», что однако не помогло заполучить мест в парламенте.